# Trigno
Trigno je 85 kilometara dugačka rijeka u Italiji. Rijeka izvire u Apeninima u moliškoj pokrajini Iserniji (općina Vastogirardi). Rijeka se ulijeva u Jadransko more kod Vasta. Trigno je većim dijelom svoga toka prirodna granica između regija Abruzzo i Molise.